# 캐런 클리시
캐런 클리시(영어: Karen Cliche, 1976년 7월 22일 ~ )는 캐나다의 배우이다.

## 출연 작품
- 스틸